# Dirk Bogarde
Sir Dirk Bogarde, pseudonimo di Derek Jules Gaspard Ulric Niven van den Bogaerde (Londra, 28 marzo 1921 – Londra, 8 maggio 1999), è stato un attore, cantante e scrittore britannico.

## Biografia
Il padre, Ulric van den Bogaerde (1892–1972), di origine fiamminga, era grafico del Times, la madre, Margaret Niven (1898-1980), una raffinata attrice. Prestò servizio militare in guerra sia sul fronte europeo sia sul Pacifico raggiungendo il grado di capitano con incarichi di intelligence. Fu con i primi reparti alleati che entrarono nel lager di Bergen-Belsen scoprendone gli orrori. Di questa esperienza Bogarde serberà un ricordo indelebile e molti anni dopo avrà a dire che piuttosto che trovarsi in ascensore con un tedesco, preferiva fare le scale a piedi. Paradossalmente, alcuni dei suoi ruoli più significativi sono proprio di personaggi tedeschi.
Tornato in patria, a 26 anni, fu la madre a introdurlo nel mondo dello spettacolo. Grazie al suo aspetto fisico venne ingaggiato dalla Rank Organisation, maggior industria cinematografica britannica. Il suo primo ruolo da protagonista fu quello del giovane criminale Riley in I giovani uccidono (1950) di Basil Dearden; i ruoli successivi rischiarono di ingabbiarlo nella figura del criminale disadattato e dal cuore d'oro, ma il ruolo che gli diede la definitiva popolarità fu quello del giovane medico nella commedia Quattro in medicina (1954), di cui verranno girati ben sei sequel.
Uomo molto dolce ed elegante, pur essendogli state attribuite molte relazioni con donne (celebre la sua storia sentimentale con l'attrice francese Capucine), rimase sempre celibe, e la lunga convivenza con il suo manager Anthony (Tony) Forwood ha spesso fatto sì che circolassero voci sulla sua omosessualità. Queste voci sono sempre state smentite dall'attore, che ha parlato del suo convivente sempre come un buon amico, con cui ha condiviso due residenze (prima in Inghilterra, poi in Francia) e che ha assistito fino alla morte, sopravvenuta nel 1987 per complicanze legate alla malattia di Parkinson. Nel 2004 il fratello di Bogarde in una intervista ha infine rivelato che tra i due c'era molto più di un'amicizia platonica e che Dirk era gay.

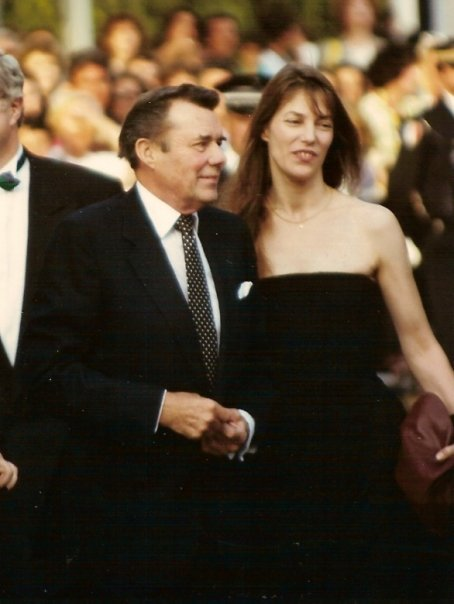
Dirk Bogarde e Jane Birkin al Festival di Cannes 1990

Con il film Simba (1955), si parlò di un suo grande amore con l'attrice Nora Ricci, mentre con il film Un dottore in altomare (1955) la stampa montò un suo flirt con una giovanissima Brigitte Bardot, in uno dei suoi primi ruoli. Ciò contribuì a fare di Bogarde lo scapolo d'oro inglese degli anni cinquanta, ma il ruolo cominciò a stargli stretto e l'attore cercò ruoli più complessi, per mettere alla prova le proprie capacità drammatiche.
Nel 1961 fece scalpore il suo ruolo di tormentato avvocato omosessuale in Victim di Basil Dearden, primo film britannico che affrontò in modo serio il tema dell'omosessualità; un simile ruolo avrebbe bloccato all'epoca la carriera di chiunque, ma Bogarde lo affrontò con coraggio dimostrando le sue doti d'attore. La sua convincente interpretazione porterà anche a un mutamento del costume, poiché il Parlamento del Regno Unito sarà costretto, dal movimento d'opinione creatosi dopo il film, a cancellare alcuni reati legati all'omosessualità. 
Negli anni successivi, più volte Bogarde impersonò personaggi ambigui e controversi per grandi registi: in Ombre sul palcoscenico (1963) recitò accanto a Judy Garland in uno dei suoi ultimi ruoli cinematografici. Seguì l'interpretazione forse più difficile di tutta la sua carriera ne Il servo (1963), firmato da Joseph Losey, e successivamente Per il re e per la patria (1964) dello stesso regista. Nello stesso anno apparve poi nel film d'avventura Il sole scotta a Cipro (1964).
Per John Schlesinger interpretò Darling (1965), dopodiché tornò a essere diretto dal fedele Losey con Modesty Blaise, la bellissima che uccide (1966) con Terence Stamp e Monica Vitti, e L'incidente (1967), con Jacqueline Sassard. Recitò anche per Richard Attenborough, interpretando Oh, che bella guerra! (1969) con Vanessa Redgrave, e Quell'ultimo ponte (1977).
Da ricordare inoltre la sua proficua collaborazione con il cinema italiano: Luchino Visconti non ebbe dubbi nell'assegnargli le parti dello spietato capitalista Frederick Bruckmann ne La caduta degli dei (1969) e dell'attempato e infelice professore Gustav von Aschenbach nel capolavoro Morte a Venezia (1971), mentre Liliana Cavani gli affidò l'interpretazione del perverso Max, l'ex militare nazista de Il portiere di notte (1973).
Altri suoi ruoli di rilievo furono quello del borioso avvocato Claude in Providence (1977) di Alain Resnais, e quello del pericoloso dissociato in Despair (1978) di Rainer Werner Fassbinder. Dopo il film Daddy Nostalgie (1990) di Bertrand Tavernier, si ritirò dal cinema. Scrisse sette romanzi e una monumentale autobiografia. Morì per attacco cardiaco all'età di 78 anni. Era il prozio della cantautrice britannica Birdy.

## Premi
- BAFTA Award
  - 1964 Miglior attore britannico per Il servo
  - 1966 Miglior attore britannico per Darling

## Filmografia parziale
- Passioni (Quartet), episodio The Alien Corn, regia di Harold French (1948)
- Tragica incertezza (So Long at the Fair), regia di Antony Darnborough e Terence Fisher (1950)
- Donna nel fango (The Woman in Question), regia di Anthony Asquith (1950)
- I giovani uccidono (The Blue Lamp), regia di Basil Dearden (1950)
- Blackmailed, regia di Marc Allégret (1951)
- La colpa del marinaio (Hunted), regia di Charles Crichton (1952)
- L'ora del grande attacco (Appointment in London), regia di Philip Leacock (1953)
- I disperati (Desperate Moment), regia di Compton Bennett (1953)
- Quattro in medicina (Doctor in the House), regia di Ralph Thomas (1954)
- Sposi in rodaggio (For Better, for Worse), regia di J. Lee Thompson (1954)
- La tigre nell'ombra (The Sleeping Tiger), regia di Joseph Losey (1954)
- Operazione commandos (They Who Dare), regia di Lewis Milestone (1954)
- La poltrona vuota (Cast a Dark Shadow), regia di Lewis Gilbert (1955)
- Simba, regia di Brian Desmond Hurst (1955)
- Un dottore in altomare (Doctor at Sea), regia di Ralph Thomas (1955)
- Il giardiniere spagnolo (The Spanish Gardener), regia di Philip Leacock (1956)
- Dottore a spasso (Doctor at Large), regia di Ralph Thomas (1957)
- Colpo di mano a Creta (Ill Met by Moonlight), regia di Michael Powell ed Emeric Pressburger (1957)
- La dinastia del petrolio (Campbell's Kingdom), regia di Ralph Thomas (1957)
- Il vento non sa leggere (The Wind Cannot Read), regia di Ralph Thomas (1958)
- Verso la città del terrore (A Tale of Two Cities), regia di Ralph Thomas (1958)
- Il dilemma del dottore (The Doctor's Dilemma), regia di Anthony Asquith (1958)
- Il diavolo nello specchio (Libel), regia di Anthony Asquith (1959)
- La sposa bella (The Angel Wore Red), regia di Nunnally Johnson (1960)
- Estasi (Song Without End), regia di Charles Vidor (1960)
- Il coraggio e la sfida (The Singer Not the Song), regia di Roy Ward Baker (1961)
- Victim, regia di Basil Dearden (1961)
- Parola d'ordine: coraggio (The Password Is Courage), regia di Andrew L. Stone (1962)
- Ponte di comando (H.M.S. Defiant), regia di Lewis Gilbert (1962)
- Ombre sul palcoscenico (I Could Go on Singing), regia di Ronald Neame (1963)
- Troppo caldo per giugno (Hot Enough for June), regia di Ralph Thomas (1963)
- Il servo (The Servant), regia di Joseph Losey (1963)
- Dottore nei guai (Doctor in Distress), regia di Ralph Thomas (1963)
- Il cranio e il corvo (The Mind Benders), regia di Basil Dearden (1963)
- Per il re e per la patria (King & Country), regia di Joseph Losey (1964)
- Il sole scotta a Cipro (The High Bright Sun), regia di Ralph Thomas (1964)
- Darling, regia di John Schlesinger (1965)
- Modesty Blaise - La bellissima che uccide, regia di Joseph Losey (1966)
- L'incidente (Accident), regia di Joseph Losey (1967)
- Tutte le sere alle nove (Our Mother's House), regia di Jack Clayton (1967)
- L'uomo di Kiev (The Fixer), regia di John Frankenheimer (1968)
- Oh, che bella guerra! (Oh! What a Lovely War), regia di Richard Attenborough (1969)
- La caduta degli dei, regia di Luchino Visconti (1969)
- Rapporto a quattro (Justine), regia di George Cukor (1969)
- Su questa roccia (Upon This Rock), regia di Harry Rasky (1970)
- Morte a Venezia (Death in Venice), regia di Luchino Visconti (1971)
- Il serpente (Le serpent), regia di Henri Verneuil (1973)
- Il portiere di notte, regia di Liliana Cavani (1974)
- C.I.A. Criminal International Agency sezione sterminio (Permission to Kill), regia di Cyril Frankel (1975)
- Providence, regia di Alain Resnais (1977)
- Quell'ultimo ponte (A Bridge Too Far), regia di Richard Attenborough (1977)
- Despair (Despair - Eine Reise ins Licht), regia di Rainer Werner Fassbinder (1978)
- Daddy Nostalgie, regia di Bertrand Tavernier (1990)

## Discografia
- 1960 - Lyrics For Lovers con Eric Rogers And His Orchestra
- 1993 - A Short Walk From Harrods

## Doppiatori italiani
- Giuseppe Rinaldi in Il giardiniere spagnolo, Colpo di mano a Creta, La dinastia del petrolio, Il vento non sa leggere, Verso la città del terrore, La sposa bella, Estasi, Ombre sul palcoscenico, Il servo, Modesty Blaise - La bellissima che uccide, Il portiere di notte
- Renzo Palmer in Il coraggio e la sfida, Victim, Troppo caldo per giugno, Il sole scotta a Cipro, Tutte le sere alle nove
- Gualtiero De Angelis in Tragica incertezza, I giovani uccidono, La colpa del marinaio
- Gianfranco Bellini in Quattro in medicina, Simba, Dottore a spasso
- Pino Locchi in Il diavolo nello specchio, Darling, L'uomo di Kiev
- Cesare Barbetti in Il cranio e il corvo, Il serpente
- Nando Gazzolo in Ponte di comando
- Luciano Melani ne L'incidente
- Pierangelo Civera in Per il re e per la patria
- Luigi Vannucchi in La caduta degli dei
- Massimo Foschi in Morte a Venezia
- Pino Colizzi in Providence
- Giorgio Piazza in Quell'ultimo ponte